# よゐこの無人島0円生活
『よゐこの無人島0円生活』（よいこのむじんとうぜろえんせいかつ）とはテレビ朝日で不定期に放送されているバラエティ番組である。

## 概要
よゐこ（濱口優・有野晋哉）の2人が日本のとある無人島で2泊3日を0円で生活する番組である。
この時、各種調味料と小麦粉、飲料水、調理に使う油などは事前に番組側から用意されるが、それ以外の食材は参加者たちが自力（0円）で調達することとなっている。また、この無人島0円生活においては、最低限の寝袋などを除いて生活の拠点も自分たちで確保し、作り上げなければならない。
なお、舞台となる無人島は具体的な地域や場所、島名などはほとんど紹介されず、番組内や近隣地域での通称のような名称が登場することがある程度である。また、期間は場合によっては延長されることなどもある（第6回など）。
第1回〜第4回・第6回・第13回は『いきなり!黄金伝説。』のコーナーとして、第5回・第7回〜第12回・第14回、正月SPは単独番組として放送されている。
2004年7月1日に『いきなり!黄金伝説。』の「節約企画NO.1決定戦」内で放送されたのが始まりである。それ以降、第4回の放送までは同番組内のスペシャルとして放送されていたが、この企画が好評だったために第5回の放送からは単独番組としても放送されるようになり、現在では不定期ながら『いきなり!黄金伝説。』内を含めて特別番組や記念放送としても放送されている。
2009年9月17日には、この無人島0円生活の発展企画とも言うべき『隣どうしの島でシャッフルサバイバル生活』が『いきなり!黄金伝説。』内で放送されている。このシャッフル企画では、よゐことタカアンドトシの2組が相方を入れ替え（濱口&タカ / 有野&トシ）、無人島に準ずる島で同様の0円生活を行なった。
また、2014年現在では、毎回滞在する無人島にまつわる様々な伝説の解明（探検）も伏線として行われている。この点は、かつての『川口浩探検隊』を思わせる描写となっており、実際に第8回では藤岡弘、をゲストに迎えたということもあって藤岡弘、を筆頭に内藤大助・よゐこの4名で、ほぼ4年振りに『藤岡弘、探検シリーズ』がプチ復活を果たした形になった。
第7回目の放送は大晦日特番として放送され、視聴率11%を達成した。第8回は『50時間テレビ』内の2月1日（テレビ朝日開局記念日）に放送された（視聴率12.0％）。
2011年は東日本大震災の影響で放送しなかったが、2012年9月2日には久々に新作を放送した。また、同年から2015年までは正月に長時間特番も放送していた。内容は既存VTRの再放送とテレビ朝日社内での新作VTR、サバイバルクイズなど。VTRに対するオーディオコメンタリーを、副音声として放送している。
2018年には大晦日特番で初めて年またぎ番組として放送。また、よゐこによる無人島からの生中継とYouTubeでの生実況解説も行われた。

## 出演者
- よゐこ（濱口優、有野晋哉〈第6回は『ゲームセンターCX』の韓国ロケとスケジュールが重なったため島には赴いていないがエンディング等には登場している〉）
- タカアンドトシ（第6回のみ、有野のピンチヒッターとして出演）

ナレーション
- 平井誠一
- 立木文彦
- 森山周一郎
- 萩野志保子（テレビ朝日アナウンサー）
- 森功至

### ゲスト
第7・8回では著名人を特別ゲストとして招待した。※印は漁に挑戦した人物。
第7回(2012年新年SP再放送)
- ギャル曽根
- にしおかすみこ※
- スザンヌ※[7]

以下はビデオ出演のみ
- 織田裕二
- 内藤大助
- ニコラス・ケイジ
- ウィル・スミス

第8回(2013年新年SP再放送)
- 初代タイガーマスク※
- 藤岡弘、
- 内藤大助※
- アントニオ猪木

以下はビデオ出演のみ
- 中村俊輔

第9回
- 木村拓哉（SMAP）

第11回(2013年新年SP再放送)
- 土屋アンナ※
- 富永愛※

第12回
- 土屋アンナ
- LiLiCo

第14回
- 森泉
- 長谷川潤

第15回
- ナスD（友寄隆英）

第16回
- 吉田沙保里
- ブリリアン
- ナスD（友寄隆英）

## 過去の放送リスト
放送時間は日本標準時 (JST) である
| 回数   | 放送日                   | 放送時間（JST） | 番組名                                 | 放送タイトル                                                                                           | 備考                                                    |
| ------ | ------------------------ | --------------- | -------------------------------------- | --- | ------------------------------------------------------- |
| 第1回  | 2004年7月1日（木曜日）   | 19:00 - 21:48   | いきなり!黄金伝説。                    | | 「節約企画NO.1決定戦」内で放送                          |
| 第2回  | 2004年12月23日（木曜日） | 19:00 - 23:09   | いきなり!黄金伝説。                    | | 「節約企画NO.1決定戦」内で放送                          |
| 第3回  | 2005年12月22日（木曜日） | 19:00 - 23:09   | いきなり!黄金伝説。                    | | 「節約企画NO.1決定戦」内で放送                          |
| 第4回  | 2006年4月6日（木曜日）   | 19:00 - 21:48   | いきなり!黄金伝説。                    | |                                                         |
| 第5回  | 2006年12月28日（木曜日） | 21:00 - 23:25   | よゐこの無人島0円生活                  | | 番組として独立したのはこの回が初                        |
| 第6回  | 2007年6月28日（木曜日）  | 19:00 - 21:48   | いきなり!黄金伝説。                    | |                                                         |
| 第7回  | 2007年12月31日（月曜日） | 20:00 - 23:30   | よゐこの無人島0円生活                  | |                                                         |
| 第8回  | 2009年2月1日（日曜日）   | 18:30 - 20:54   | よゐこの無人島0円生活                  | |                                                         |
| 第9回  | 2010年11月23日（火曜日） | 20:00 - 21:48   | よゐこの無人島0円生活                  | |                                                         |
| 第10回 | 2012年9月2日（日曜日）   | 20:58 - 23:49   | よゐこの無人島0円生活                  | |                                                         |
| 第11回 | 2013年9月1日（日曜日）   | 18:30 - 23:24   | よゐこの無人島0円生活                  | 土屋アンナ&冨永愛VSよゐこ2013無人島0円生活                                                             | 『日曜エンターテインメント』枠で放送。                  |
| 第12回 | 2014年8月23日（土曜日）  | 21:00 - 23:06   | 真夏の2夜連続!無人島0円生活            | 真夏の2夜連続!無人島0円生活                                                                            | [ 8 ]                                                   |
| 第12回 | 2014年8月24日（日曜日）  | 20:30 - 23:10   | 真夏の2夜連続!無人島0円生活            | 真夏の2夜連続!無人島0円生活                                                                            | 『日曜エンターテインメント』枠で放送。                  |
| 第13回 | 2015年12月17日（木曜日） | 19:00 - 20:54   | いきなり!黄金伝説。                    | 土屋アンナVSよゐこ 無人島で2泊3日0円生活                                                               |                                                         |
| 第14回 | 2016年9月3日（土曜日）   | 21:00 - 23:21   | 長谷川潤&森泉VSよゐこ2016無人島0円生活 | | 『土曜プライム』枠で放送。                              |
| 第15回 | 2017年12月29日（金曜日） | 18:30 - 23:10   | よゐこの無人島0円生活2017              | 祖無人島芸人・よゐこVS破天荒ディレクター・ナスD                                                        | 未公開部分は「陸海空 地球征服するなんて」番組内で放送。 |
| 第16回 | 2018年12月31日（月曜日） | 18:00 - 翌0:30  | よゐこの無人島0円生活                  | 本気で使える芸能人助っ人続々登場でナスDにリベンジ!国民栄誉賞受賞!!霊長類最強の女・吉田沙保里フル参戦SP |                                                         |

### 正月SP
| 回数  | 放送日                 | 放送時間（JST） | 番組名                | 放送タイトル | 備考 |
| ----- | ---------------------- | --------------- | --------------------- | ------------ | ---- |
| 第1回 | 2012年1月3日（火曜日） | 6:00 - 11:45    | よゐこの無人島0円生活 |              |      |
| 第2回 | 2013年1月3日（木曜日） | 6:30 - 13:00    | よゐこの無人島0円生活 |              |      |
| 第3回 | 2014年1月2日（木曜日） | 7:00 - 13:00    | よゐこの無人島0円生活 |              |      |
| 第4回 | 2015年1月2日（金曜日） | 6:00 - 13:00    | よゐこの無人島0円生活 |              |      |
| 第5回 | 2017年1月3日（火曜日） | 7:00 - 13:00    |                       |              |      |

## 遅れネット局
- TUTチューリップテレビ（TBS系列、第8回より）
- BSS山陰放送（TBS系列、第8回より）
- KUTVテレビ高知（TBS系列、第9回より）

## スタッフ
第11回放送のスタッフ
- 構成：鈴木おさむ、なかじまはじめ[11]
- ロケ技術：（TSP）纐纈晃浩、辺見洋、駒崎肇、戸塚夏樹、辻明徳、勝見旦、朝橋怜緒
- 美術：井磧伸介、金原典代
- デザイン：濱野恭平
- 美術進行：山本和記
- 大道具：下田将貴
- 美術協力：テレビ朝日クリエイト
- オンライン編集：鈴木大助、服部美里（IMAGICA）／下間俊樹、石井謙作
- MA：松丸祐香（IMAGICA）
- 音響効果：小沼圭（TSP）
- TK：中里優子
- CG：森三平
- 協力：東京オフラインセンター
- 編成：松瀬俊一郎、吉村周、石田菜穂子
- 宣伝：高橋夏子
- 協力：北里大学海洋生命科学部
- 制作協力：メディア・バスターズ、東通企画
- 制作スタッフ：槇雄介、木山達朗、杉田ちえみ、木庭史覚、佐藤宏樹、平川南、北圭吾、池端祐太郎、大橋英祐、丸山和巳
- 制作進行：草柳孝司
- アシスタントプロデューサー：福浦大祐
- ディレクター：寺島直樹、熊川隆太、高橋和博、渡辺伸、薮原涼介、三枝健介[11]、白井基教、大道貴志、高見慎哉、上田一登、杠雅之、松本洋平、岩本浩一
- チーフディレクター：滑川親吾、村上直行、前川強、蝦名奈月
- プロデューサー：中野光春、倉島章二、酒巻正幸
- ゼネラルプロデューサー・演出：友寄隆英[12]
- 制作著作：テレビ朝日